# گورستان دورک قنبری
گورستان دورک قنبری مربوط به دوره قاجار است و در شهرستان اردل، بخش میانکوه، دهستان شلیل، شرق روستای دورک قنبری واقع شده و این اثر در تاریخ ۱۲ شهریور ۱۳۸۶ با شمارهٔ ثبت ۱۹۴۹۶ به‌عنوان یکی از آثار ملی ایران به ثبت رسیده‌است.